# Пес (оповідання Лавкрафта)
Пес (англ. The Hound) — оповідання, написане Говардом Лавкрафтом у вересні 1922 року і опубліковане в лютневому номері журналу «Weird Tales» за 1924 рік. У ньому міститься перша згадка про вигаданий Лавкрафтом текст «Некрономікон».

## Сюжет
Історія починається з того, що неназваний оповідач готується покінчити життя самогубством. Нарікаючи на свою долю, він розмірковує над подіями, які привели його до цього моменту.
Оповідач та його друг, Сент-Джон (англ. St. John), — пара одинаків, які обоє мають божевільну зацікавленість у пограбуванні могил. Вони постійно оскверняють склепи і часто залишають собі сувеніри зі своїх нічних експедицій. Оскільки вони мешкають в одному будинку, то мають можливість облаштувати в підвалі своєрідний хворобливий музей. Використовуючи предмети, зібрані з пограбованих ними могил, двоє чоловіків організовують приватну виставку. Колекція складається з надгробків, законсервованих тіл, черепів і кількох голів на різних стадіях розкладання. Вона також включає статуї, моторошні картини та замкнений портфель, обтягнутий засмаглою людською шкірою.
Одного разу вони дізнаються про одну могилу, яка викликає у них глибоку зацікавленість: стара могила на голландському кладовищі, в якій похований легендарний розкрадач гробниць, який, за переказами, багато років тому викрав «потужну річ з могутньої гробниці». Вони вирушають на старий цвинтар, де похований цей чоловік. Думка про ексгумацію місця останнього спочинку колишнього грабіжника могил непереборно приваблює їх. Це, а також той факт, що тіло було поховане кілька століть тому, спонукає їх подолати таку велику відстань, щоб дістатися до місця поховання. Дійшовши до старого кладовища, вони помічають віддалений гавкіт велетенського гончака. Вони не звертають на нього уваги і починають розкопки. Через деякий час вони натрапляють на твердий предмет у землі. Очистивши його від останків бруду, чоловіки знаходять дивну і майстерно зроблену труну. Відкривши скриньку, вони бачать, що кілька місць на скелетних рештках розірвані і розтрощені, ніби на них напав дикий звір, проте весь скелет все ще можна розрізнити. У цей момент вони помічають нефритовий амулет, що висить на шиї скелета. Вони розглядають його і, після деяких спостережень, впізнають амулет як такий, що згадується в «забороненому Некрономіконі божевільного араба Абдула Альхазреда». Вони одразу розуміють, що повинні за будь-яку ціну отримати амулет. Вони знімають його зі скелета і тікають у ніч. Дорогою вони знову чують безперервний звук гавкоту гончого пса вдалині.
Після повернення додому в Англію починають відбуватися дивні події. В їхньому будинку та навколо нього чути дивні звуки, в тому числі далеке виття, яке вони чули на цвинтарі. Однієї ночі на Сент-Джона жорстоко нападає і вбиває таємнича істота, яку, як стверджує оповідач, привів до нього амулет. Він руйнує моторошний музей, який створив разом з другом, а потім тікає з дому і їде до Лондона. Все ще переслідуваний дивними подіями, він вирішує, що повинен повернути амулет його законному власникові. Він їде до Голландії, але амулет у нього викрадають до того, як він встигає його повернути. Наступного дня він читає в газеті про банду злодіїв, жорстоко вбитих невідомою істотою. Повільно божеволіючи, він повертається на цвинтар і знову ексгумує труну, але знаходить у ній скелет, вкритий запеченою кров'ю, шматками плоті та волосся, який тримає в руці втрачений амулет. Раптом скелет починає вити, тим самим виттям, яке мучило його відтоді, як він вперше вкрав амулет. Оповідач тікає з цвинтаря, піддавшись божевіллю і відчаю. Він заявляє, що має намір застрелитися з револьвера, вважаючи, що смерть — його єдиний притулок від повзучого жаху, який росте всередині нього.

## Навіювання
16 вересня 1922 року Лавкрафт відвідав реформатську церкву Флетбуш у Брукліні разом зі своїм другом Рейнхартом Клейнером, написавши про цей візит у листі:
Навколо старої купи — занедбаний церковний цвинтар, з похованнями, датованими приблизно від 1730 року до середини дев'ятнадцятого століття….. Від одного з розвалених надгробків, датованого 1747 роком, я відколов невеликий шматочок, щоб забрати його з собою. Він лежить переді мною, коли я пишу — і має наштовхнути на якусь жахливу історію. Я мушу класти його під подушку, коли засинаю… Хто може сказати, що може не вилізти з-під столітньої землі, щоб помститися за свою осквернену могилу? І якщо воно прийде, хто може сказати, на що воно не буде схоже?
Невдовзі після цього Лавкрафт написав «Пса», використавши як ім'я одного з головних героїв прізвисько свого компаньйона Кляйнхарта — «Святий Джон». Могила, яку фатально пограбували в оповіданні, знаходиться на «жахливому голландському цвинтарі» — можливо, це посилання на те, що церква Флетбуша є частиною голландської реформатської церкви (хоча дія оповідання насправді відбувається в Нідерландах, а також в Англії).

Критик Стівен Дж. Маріконда припускає, що оповідання є даниною поваги літературному руху декадентів загалом і зокрема роману Жоріса-Карла Гюїсманса "A rebours" 1884 року, яким Лавкрафт дуже захоплювався. (Гюйсманс згадується в оповіданні поіменно, разом із Бодлером). Як і герої «Пса», жертви «руйнівної нудьги», головний герой «A rebours» страждає від «всепоглинаючої нудьги», яка змушує його «уявляти, а потім віддаватися неприродним любовним зв'язкам і збоченим насолодам». Маріконда також вказує на великий борг, яким оповідання завдячує Едгару Аллану По, вплив якого підтверджується кількома запозиченими фразами:
Згадана «довгаста скринька», таємничий «стукіт у двері моєї кімнати» та «червона смерть», яку приніс Пес, перегукуються з фразеологізмами По.

## Критика
Хоча Лавкрафт обрав «Пса» як одне з п'яти оповідань, які він спочатку подав до Weird Tales, свого основного професійного видання, пізніше він відкинув його як «дохлого пса» (англ. a dead dog) і «шматок мотлоху» (англ. a piece of junk).
Деякі критики поділяли думку Лавкрафта; Лін Картер назвав це оповідання "незначною маленькою казкою, яка має «рабський стиль, схожий на стиль По». Але оповідання має своїх захисників; Стівен Дж. Маріконда каже, що воно «написане в пікантному, майже бароковому стилі, який є дуже цікавим», тоді як Пітер Кеннон, кажучи, що оповідання, мабуть, було написане «з язиком, принаймні, частково з нахабством», приписує йому певний «наївний шарм».
Сюжет оповідання Поппі З. Брайт «Його рот буде на смак полину» (англ. His Mouth Will Taste of Wormwood) дуже нагадує це оповідання Лавкрафта, але перенесений у сучасну південно-готичну Луїзіану.